# Altos de Güera
Altos de Güera è un comune (corregimiento) della Repubblica di Panama situato nel distretto di Tonosí, provincia di Los Santos. Si estende su una superficie di 141,8 km² e conta una popolazione di 632 abitanti (censimento 2010).